# Suttungr (księżyc)
Suttungr (Saturn XXIII) – jeden z niewielkich zewnętrznych księżyców Saturna, o niskiej jasności ok. 23,9 magnitudo. Odkrycia dokonali Brett J. Gladman i John J. Kavelaars.
Suttungr należy do grupy nordyckiej księżyców Saturna, poruszających się ruchem wstecznym.
W 2003 roku nadano mu nazwę Suttung, jednak na początku 2005 roku poprawiono ją na Suttungr. Nazwa ta pochodzi od mitycznego skandynawskiego olbrzyma, który posiadał Miód Skaldów, zanim stał się on własnością Odyna.